# 12701 Chénier
(12701) Chénier, denumire internațională (12701) Chenier, este un asteroid din centura principală de asteroizi.

## Descriere
12701 Chénier este un asteroid din centura principală de asteroizi. A fost descoperit pe 15 aprilie 1990 la Observatorul La Silla de Eric Walter Elst. Asteroidul prezintă o orbită caracterizată de o semiaxă mare de 2,33 ua, o excentricitate de 0,17 și o înclinație de 6,5° în raport cu ecliptica.